# To po tom
To po tom, z. s. je nezisková organizace věnující se problematice sexuálního násilí v Česku. Svou činnost zahájila v rámci projektu na sociální síti Instagram v červnu 2020, kdy na účtu s názvem @to.po.tom začaly být sdíleny anonymní výpovědi obětí a přeživších sexuálního násilí. Projekt se tak stal prvním svého druhu v ČR. Zmíněné výpovědi se zaměřují zejména na to, jak daná zkušenost ovlivnila každodenní život přeživších. Organizace tak chce ukázat, že sexuální násilí má tendenci prostoupit do všech oblastí jejich života a proto by nemělo být zlehčováno. Hlavním cílem je osvěta a pomoc přeživším, která má zajistit jejich větší podporu ve společnosti. Jedině tak lze podle zakladatelky organizace zajistit, že vyhledají odbornou pomoc, nebo svůj případ nahlásí na policii.
To po tom bylo v květnu 2021 nominováno na Cenu Gratias Tibi v kategorii pod 30 let.

## Podpora přeživších
Možnost anonymně sdílet svou zkušenost se sexuálním násilím řadě lidí pomáhá, během prvního roku projekt obdržel přes 400 příběhů. Sepsáním vlastní zkušenosti si přeživší mohou přiznat, že se jim něco takového stalo. Zároveň jim ale také pomáhá zjištění, že v tom nejsou sami. Projekt tak zároveň zajišťuje obětem bezpečný prostor, kde mohou své zážitky sdílet a získat podporu ostatních lidí. Díky projektu se někteří odhodlali poprvé svěřit svým blízkým, vyhledat terapii, nebo svůj případ řešit s policií.

## Osvěta o následcích sexuálního násilí
Přeživší sexuálního násilí se často potýkají s depresemi, úzkostmi, poruchami příjmu potravy nebo i posttraumatickou stresovou poruchou (PTSP). Přesto je však společnost nebere dostatečně vážně a jejich prožitky jsou bagatelizovány. To po tom chce o těchto následcích informovat, aby přeživší lépe porozuměli sami sobě a nebáli se vyhledat odbornou pomoc. Osvěta má také zajistit, že přeživším porozumí jejich blízcí, kteří jim pak budou schopni lépe pomoci. To, jak je přijme okolí, má totiž přímý vliv na schopnost přeživší/ho se se svou zkušeností vyrovnat.

## Dostupnost projektu
Přístup k příběhům je umožněn pouze registrovaným na Instagramu nebo na Facebooku. V roce 2022 uváděl projekt To po tom na Instagramu 365 příspěvků a 16 200 sledujících. Počet zaslaných příběhů však přesahuje 600.